# وليد الزيدي
وليد الزيدي (30 أبريل/نيسان 1986, ولاية الكاف-) هو سياسي تونسي، يشغل منصب وزبر الشؤون الثقافية في حكومة هشام المشيشي منذ 1 أغسطس 2020. قرر رئيس الحكومة إقالته يوم الاثنين 5 أكتوبر 2020 بعد تمرده على قرارات رئاسة الحكومة، القاضية بإيقاف الأنشطة الثقافية والفنية لاحتواء فيروس كورونا، وذلك بعد شهر من توليه المنصب.